# Сан Теодоро (Матера)
Сан Теодоро (итал. San Teodoro) је насеље у Италији у округу Матера, региону Базиликата.
Према процени из 2011. у насељу је живело 21 становника. Насеље се налази на надморској висини од 74 м.